# Ladislav Rusek
Ladislav Rusek (28. června 1927 v Hrabství ve Slezsku – 27. července 2012, Olomouc), skautskou přezdívkou Šaman, byl český výtvarník, skaut, pedagog, publicista, esejista a básník. V jeho výtvarné i literární tvorbě zaujímá významné místo skautská tematika a křesťanské motivy. Jeho skautské výtvarné dílo patří ke světově nejvýznamnějším.

## Život
Po maturitě v Lipníku nad Bečvou vystudoval výtvarnou výchovu a deskriptivní geometrii na Pedagogické fakultě Univerzity Palackého v Olomouci. Po deseti letech výuky na základní škole v Postřelmově se vrátil do Olomouce, nejprve na Pedagogický institut a později zpět na Univerzitu Palackého, kde až do roku 1990 jako odborný asistent vyučoval kresbu, grafiku, dekorativní kompozici a písmo a dějiny umění.
Vedle pedagogické činnosti byl po celou dobu sám činným výtvarníkem – především grafikem. Byl žákem významných osobností československé výtvarné scény. Mezi jeho učitele patřili Prof. Bohumil Markalous - John (estetika), malíř Jan Zrzavý (malba a kompozice), malíř František V. Mokrý (výtvarná teorie a kresba) a Aljo Beran (grafika, písmo, dekorativní kompozice). V roce 1964 byl na základě své tvorby a výstav přijat do tehdejšího Svazu českých výtvarných umělců.
Jako teoretik publikoval řadu recenzí, odborných článků a katalogových textů; svým kolegům-výtvarníkům zahájil na 70 výstav. Několik let psal do kulturní stránky deníku Lidová demokracie, kde vyšlo na 40 jeho článků, recenzí a esejů.
V literární oblasti své tvorby se hlásil k duchovnímu poselství Otokara Březiny, Ernesta Thompsona Setona a Henryho Davida Thoreaua. Veřejnosti představil své verše (inspirované např. japonskými haiku) i esejistickou prózu – kromě vydaných básní, esejů a vzpomínkových textů – na několika literárních čteních, např. v samostatném pásmu Cesta přírodou a životem, uskutečněném roku 2000 v Městském divadle v Prostějově a dalších v Divadle hudby v Olomouci a i jinde.
Po konci druhé světové války se stal členem skautského oddílu v Oseku nad Bečvou, v letech 1968–1970 vedl oddíl v Olomouci. Měl blízko i k woodcraftu. Po třetí obnově skautingu v devadesátých letech se jako výrazný skautský myslitel snažil o znovuprosazení duchovního principu ve skautingu, který vždy chápal jako celoživotní filozofii, nikoli jako pouhou metodu výchovy mládeže. V tomto směru se často i ostře vymezoval vůči vedoucím činovníkům Junáka; sám žádný činovnický post nezastával. Úzce spolupracoval s Ekumenickou lesní školou, jejíž publikace (včetně vlastních) ilustroval nebo graficky dotvářel.

## Dílo

### Výtvarné dílo
Jeho skautské výtvarné dílo lze zařadit vedle díla nejvýznamnějších skautských světových výtvarných tvůrců – Francouze Pierra Jouberta a Američana Normana Rockwella. Participoval na mnoha kolektivních výstavách, uskutečnil přes 40 výstav samostatných, z toho několik v zahraničí: v Dánsku, Polsku, v Chile (při celosvětovém skautském jamboree) a jinde. Ilustroval a graficky dotvářel skautské i trampské časopisy (Tramp, Wampum Neskonenu, Bizoní vítr) i publikace. Navrhl i grafiku pro oslavy sto let českého skautingu. Mnoho jeho publikací vyšlo soukromým nákladem v omezeném množství; jeho skautské publikace po roce 2000 pravidelně vydávala Ekumenická lesní škola, jeho literární dílo pak ostravský Spolek českých bibliofilů. Své publikace vždy doprovázel vlastní grafikou a ilustracemi. V jeho tvorbě zaujímají nejvýznamnější místo techniky linorytu, suché jehly a kresby.

### Literární dílo
Jeho bibliografie čítá několik set titulů.

#### Básnické sbírky
- Malé květosloví (1984)
- Rozvátá slůvka (1987)
- Čas života (1988)
- Jsme tady (1991)
- Předjitřní chvíle (1995)
- Rok v přírodě (1996)
- Toulky Boží přírodou (1998)
- Cestou k horám (2000)
- De profundis (2008)
- několik sbírek haiku vydaných vlastním nákladem

#### Esejistické a výchovné publikace
- Vigilie s Woowotannou (1991)
- Zelený deník - 100 úvah o přírodě (1994, polsky 1995, maďarsky 1997–99)
- Roverské pěšiny (1994)
- Lesní moudrost (1996)
- Člověk a výtvarné dílo (1995)
- Duchovní aspekty výtvarného umění, (2000)
- Úvahy o skautingu, skautování a skautství (2000)
- Skauting jako poslání, svědectví a služba (2000)
- Zlatá Ariadnina nit (2000)
- Návraty k pramenům (2001, též anglicky v Kanadě)
- Hledání (2001)
- Zahrady zázraků (2002)
- Druhý dech (2003)
- Skautská lesní moudrost (2005)
- Naplnění života (2008)

V překladech vyšly jeho články ve slovenštině, polštině, němčině, angličtině (například ve sborníku Woodcraft is Lifecraft).

## Ocenění

### Skautská vyznamenání
- Řád Skautská vděčnost (1970)
- Řád Čestné lilie v trojlístku – zlatý stupeň (1990)
- Vyznamenání Bronzové syrinx (1991)
- Členství ve Svojsíkově oddílu (1993)
- Řád sv. Václava (28. 9. 2000)
- Vyznamenání Zlaté syrinx (2001)
- Řád stříbrného vlka (2007, předán při příležitosti 80. narozenin)[6]
- Stříbrný kříž za zásluhy o skauting (2007, udělený Svazem polských Harcerů spolu s čestným členstvím)[7]